# Manuel Mas Devesa
Manuel Mas Devesa (Alicante, 1972) es compositor, catedrático de Composición del Conservatorio Superior de Música de Alicante y Doctor por la Universidad de Alicante en Ciencias de la Educación.

## Biografía
Toda su formación musical se desarrolló en el Conservatorio Superior de Música "Oscar Esplá" de Alicante, aunque, los primeros años de los 90 estuvo compaginándolos con los de Ciencias Químicas en la Universidad de Alicante. Al acabar el tercero de carrera, decidió dedicarse por completo a su verdadera pasión: la Música. Hizo los estudios de composición bajo la dirección de Joan Enric Canet, a su vez alumno del conocido compositor alcoyano Amando Blanquer. También estudió piano con Ana María Florí, catedrática de piano del Conservatorio Superior de Música de Alicante, a su vez alumna de los insignes profesores de piano y de composición Jaime Mas Porcell y José María Mira Figueroa, docentes ambos del mismo centro académico musical alicantino. Terminó sus estudios consiguiendo el Premio Extraordinario de Armonía y las Menciones de Honor en Composición. También es Diplomado en Estudios Avanzados por la Universidad de Alicante con su investigación sobre la aplicación de las nuevas tecnologías en la enseñanza de la composición y Doctor con su tesis "Didáctica de la Armonía: una propuesta de enseñanza basada en el aprendizaje significativo”.
En 2004, después de aprobar las oposiciones correspondientes, accedió al cuerpo de profesores de música dependientes de la Generalidad Valenciana por la especialidad de Fundamentos de Composición. Desde 2004, y hasta el 2006, fue profesor de Fundamentos de Composición en el Conservatorio Profesional de Elche. Hasta 2016, ejerció como Profesor Superior de Composición en Comisión de Servicio en el Conservatorio Superior de Música "Óscar Esplá" de Alicante. En la actualidad (desde septiembre de 2016), es catedrático de Composición en el mismo conservatorio. 
Manuel Mas es un compositor que destaca por un estilo que se aproxima a lenguajes pertenecientes a una estética neoclásica, aunque también se aprecian gestos musicales propios del impresionismo y del levantinismo musical. 
Dentro de su actividad en los primeros años como compositor destacan una serie de obras dedicadas al saxofón. Con motivo de la celebración de las IV Jornadas Mediterráneas sobre el Saxofón (2001), se estrenó la Rapsodia de Invierno, obra encargada por la organización del evento y estrenada en el concierto de clausura por la Banda Sinfónica de Alicante y los solistas Carlos Vicente Mas (saxo alto) y José Grau (saxo barítono). Otras obras son: Fantasía, encargada por Israel Mira, catedrático de saxofón del Conservatorio Superior de Alicante, y Dos luces, encargada por Fusax, ensemble madrileño de saxofones y piano. Durante el año 2005 estrenó su Obertura Académica, de influencia claramente neoclásica, para conmemorar el XXV de la creación del Conservatorio de Elche; la transcripción para banda de esta pieza fue designada obra obligada en el XXXVIII certamen provincial de bandas de cuarta categoría.
Con motivo de la entrega de los Premios Euterpe 2006 por parte de la Federación de Sociedades Musicales de la Comunidad Valenciana (FSMCV), el 21 de julio la Unió Musical de Llíria estrenó en el Palacio de la Música y Congresos de Valencia su obra titulada Colección de animales variopintos. Esta suite sinfónica consta de cuatro movimientos de alta carga narrativa y que es una crítica ácida de la sociedad occidental actual. En esta obra se encuentran retazos neoclásicos e impresionistas en virtud de la inclinación que el autor muestra hacia el lenguaje empleado por compositores como  Prokófiev y Ravel. De 2008 es Sonata para una infanta, obra dedicada a su hija Irene. 
Los últimos años, Manuel Mas no ha dejado de trabajar en nuevas composiciones para diversas formaciones, como Hojas de Otoño para Irene (2015), obra para piano de corte impresionista sobre esta estación, 25 de Mayo (2016) , poema sinfónico sobre el bombardeo sufrido en Alicante en 1938, o la revisión de algunas piezas para piano, como Las alubias mágicas.
También ha compuesto obras para la fiesta, como el pasodoble Carmen Pilar, finalista en el concurso de pasodobles de Hogueras organizado por el Ayuntamiento de Alicante en 2002. 
Dentro de su labor educativa, cabe destacar la publicación en 2007 (2a. reimpresión 2009) de su libro con Rivera Editores Fundamentos de Composición. Conceptos básicos para alumnos de composición  o la impartición de cursos y charlas, y la publicación de artículos en revistas especializadas  relacionadas con las asignaturas de Armonía y Análisis Musical.
Por otra parte, Manuel participa en otros proyectos musicales de diferente estilo. De 1992 a 1999, Manuel fue, junto a Víctor Arques (bajista) y Gaspar (baterista), fundador del grupo de Art-Rock y Rock Progresivo Numen, banda con la que publicó el álbum "Samsara", desempeñando las funciones de teclista y compositor. En 2012, Numen se reunió tras trece años de inactividad para lanzar su segundo disco "Numenclature" (2014). Tras este segundo disco, hubo cambios en la formación de Numen que no tuvieron especial repercusión, y que llevaron a la banda a regresar a los escenarios. Fruto de esta nueva etapa es su tercer álbum "Cyclothymia" (2019), editado bajo el sello chileno Mylodon Records. En la actualidad, según informan en su misma web oficial, están inmersos en la producción de un cuarto álbum titulado "The Outsider", cuyo contenido será una ópera rock. 
Finalmente, Manuel Mas ha participado también en proyectos audiovisuales como "Numenclature. Viaje en progresivo"(2014), documental de carácter biográfico, dirigido por Alejandro Moreno, y en la banda sonora original del cortometraje del mismo director "La sierva"(2021).

## Obras[15]
- Las alubias mágicas (1999, revisada en 2016), suite para piano
- Rapsodia de Invierno (2001) para saxofón alto y barítono más banda
- Fantasía (2001), para saxofón tenor y piano (existe arreglo para saxofón y piano, y clarinete y piano (2018))
- Dos luces (2003), para cuarteto de saxofones y piano
- Obertura Académica (2005), para orquesta
- Obertura Académica (2006), versión para banda sinfónica[16]
- Colección de animales variopintos (2006), suite para banda sinfónica
- Sonata para una infanta (2008), para piano (versión para banda sinfónica)
- Hojas de Otoño para Irene (2015) para piano[17]
- Hojas de Otoño para Irene (2015) para banda[18]
- 25 de Mayo (2016) poema sinfónico para orquesta
- 25 de Mayo (2016) poema sinfónico para banda sinfónica[19]
- Preludio en Mib (2017) preludio para piano[20]
- Preludio en Sol (2017) preludio para piano
- Pavana para saxofón alto y piano (2018) (existe arreglo para clarinete y piano)
- Triptic from the Tate (2019) para saxofón alto y electroacústica.

### Otras obras
- Horda (2001), marcha cristiana (conocida también con el lema Lluitador[21]
- Carmen Pilar (2002), pasodoble de estilo sinfónico
- Vanesa Dobón (2004), pasodoble de estilo sinfónico
- Baraka (2015), marcha mora

## Álbumes
- Samsara (1998)[22]
- Numenclature (2014)[23]
- Cyclothymia (2019)[24]

## EPs
- The Outsider (2023)

## Filmografía
- Numenclature. Un viaje en progresivo (2014)[25]
- Videoclip The camel's back (2014)
- La sierva (2021)